# Трофименко, Сергей Георгиевич
Серге́й Гео́ргиевич Трофиме́нко (5 октября 1899 — 16 октября 1953) — советский военачальник, Герой Советского Союза (13.09.1944). Генерал-полковник (13.09.1944).

## Биография до военной службы
Родился в селе Рёвны (ныне Навлинского района Брянской области) в семье рабочего. В начале XX века семья переехала в Льговский посёлок под Брянском. После смерти отца, с 10 лет, начал работать в паровозном депо Брянск-II в качестве рассыльного, обтирщика паровозов, слесаря. Окончил среднюю школу и двухклассное железнодорожное училище в Брянске.

## Военная биография

### Гражданская война в России
Принимал активное участие в революционных событиях 1917 года в Брянске, в депо являлся одним из организаторов комсомольской ячейки.
В 1918 году вступил в РКП(б), а во время приближения войск Деникина в 1919 году — в РККА.
Во время гражданской войны служил рядовым, командиром отделения, взвода, помощником начальника пулемётной команды стрелкового полка в 41-й стрелковой дивизии 14-й армии. Воевал на Южном, Юго-Западном, Западном фронтах, сражался против войск А. И. Деникина, С. В. Петлюры, Ю. Пилсудского.

### Межвоенный период
С сентября 1923 года служил начальником пулемётной команды, с февраля 1924 года — военкомом 132-го Донецкого стрелкового полка 44-й стрелковой дивизии Украинского военного округа.
В 1926 году окончил курсы «Выстрел».
С сентября 1926 года — командир стрелкового батальона 7-го Кавказского (затем 133-го стрелкового, 135-го стрелкового) полка 45-й стрелковой дивизии в том же округе Украинского военного округа.
В 1932 году окончил Военную академию имени М. В. Фрунзе.
С мая 1932 года — начальник штаба 61-й стрелковой дивизии Приволжского военного округа, с декабря 1935 года — начальником 1-го (оперативного) отдела штаба Приволжского, с июня 1937 года — Киевского военных округов
В 1937 году окончил Академию Генерального штаба РККА, где учился на ставшем позднее знаменитым «маршальском курсе» (на нём учились 4 будущих Маршалов Советского Союза, 6 генералов армии, 8 генерал-полковников, 1 адмирал).
С июля 1938 года — начальник штаба Житомирской армейской группы войск, а с сентября 1939 года — 5-й армии Киевского Особого военного округа.

### Великая Отечественная война
Сергей Трофименко в сентябре 1939 года принимал участие в освободительном походе в Западную Украину, а в должности заместителя начальника штаба 7-й армии — в советско-финской войне.
В августе 1940 года был назначен на должность начальника штаба Северо-Кавказского, с января 1941 года — на должность командующего войсками Среднеазиатского военных округов. С началом Великой Отечественной войны Сергей Трофименко продолжил командовать округом, и одновременно, с августа по октябрь 1941 года — 53-й армией, развёрнутой в округе и охранявшей границу СССР в Средней Азии и принимавшей участие в Иранской операции.
С декабря 1941 года по март 1942 года командовал Медвежьегорской оперативной группой войск (1941—1942) на Карельском фронте, с марта по июнь 1942 года — 32-й и с 4 июля 1942 года по 22 январь 1943 года — 7-й и с января 1943 года до конца войны — 27-й армиями.
Войска под командованием Сергея Трофименко участвовали в оборонительных боях в Карелии, Демянской операции 1943 года, Курской битве и Белгородско-Харьковской операции, в освобождении Украины, в Ясско-Кишинёвской, Дебреценской, Будапештской, Балатонской, Венской и Грацко-Амштеттенской операциях. За успешные боевые действия воинские объединения, возглавляемые генералом Сергеем Трофименко, 20 раз отмечались в приказах Верховного Главнокомандующего.
Во время Ясско-Кишинёвской наступательной операции 27-я армия наносила главный удар в полосе 2-го Украинского фронта на ясском направлении, прорвав глубоко эшелонированную оборону противника и обеспечив ввод в прорыв 6-й танковой армии. Затем армия под командованием генерала Трофименко развила стремительное наступление в глубь территории Румынии, за девять суток с боями пройдя около 300 км, при этом разрезав на части тылы немецко-румынской группы армий «Южная Украина», с ходу овладела городами Аджуд, Фокшани, Бузэу, Плоешти.
Указом Президиума Верховного Совета СССР от 13 сентября 1944 года за умелое управление войсками в Ясско-Кишинёвской операции и проявленные при этом мужество и героизм генерал-лейтенанту Сергею Георгиевичу Трофименко присвоено звание Героя Советского Союза с вручением ордена Ленина и медали «Золотая Звезда» № 4262.

### Послевоенная служба

Могила Трофименко на Новодевичьем кладбище Москвы

С 1945 по 1946 годы командовал войсками Тбилисского, с 1946 по 1949 годы — Белорусского и с 1949 по 1953 годы — Северо-Кавказского военных округов.
В 1949 году окончил Высшие академические курсы при Высшей военной академии имени К. Е. Ворошилова. Избирался депутатом Верховного Совета СССР 2-го и 3-го созывов (1946—1953).
Сергей Георгиевич Трофименко умер 16 октября 1953 года в Москве. Похоронен на Новодевичьем кладбище.

## Память
Именем Сергея Трофименко названа улица в Брянске, на здании локомотивного депо Брянск-2 установлена мемориальная доска.

## Награды
- Герой Советского Союза (13.09.1944);
- четыре ордена Ленина (21.03.1940, 10.01.1944, 13.09.1944, 21.02.1945);
- три ордена Красного Знамени (27.08.1943, 03.11.1944, 15.11.1950);
- два ордена Суворова 1-й степени (17.05.1944, 28.04.1945);
- орден Кутузова 1-й степени (09.04.1943);
- орден Богдана Хмельницкого 1-й степени (24.04.1944);
- медаль «За победу над Германией в Великой Отечественной войне 1941—1945 гг.»
- медаль «За взятие Будапешта»;
- медаль «За взятие Вены»;
- ряд других медалей СССР.

## Воинские звания
- Полковник;
- Комбриг (4 ноября 1939);
- Генерал-майор (4 июня 1940 года);
- Генерал-лейтенант (13 июня 1942 года);
- Генерал-полковник (13 сентября 1944 года).